# Regionalzug

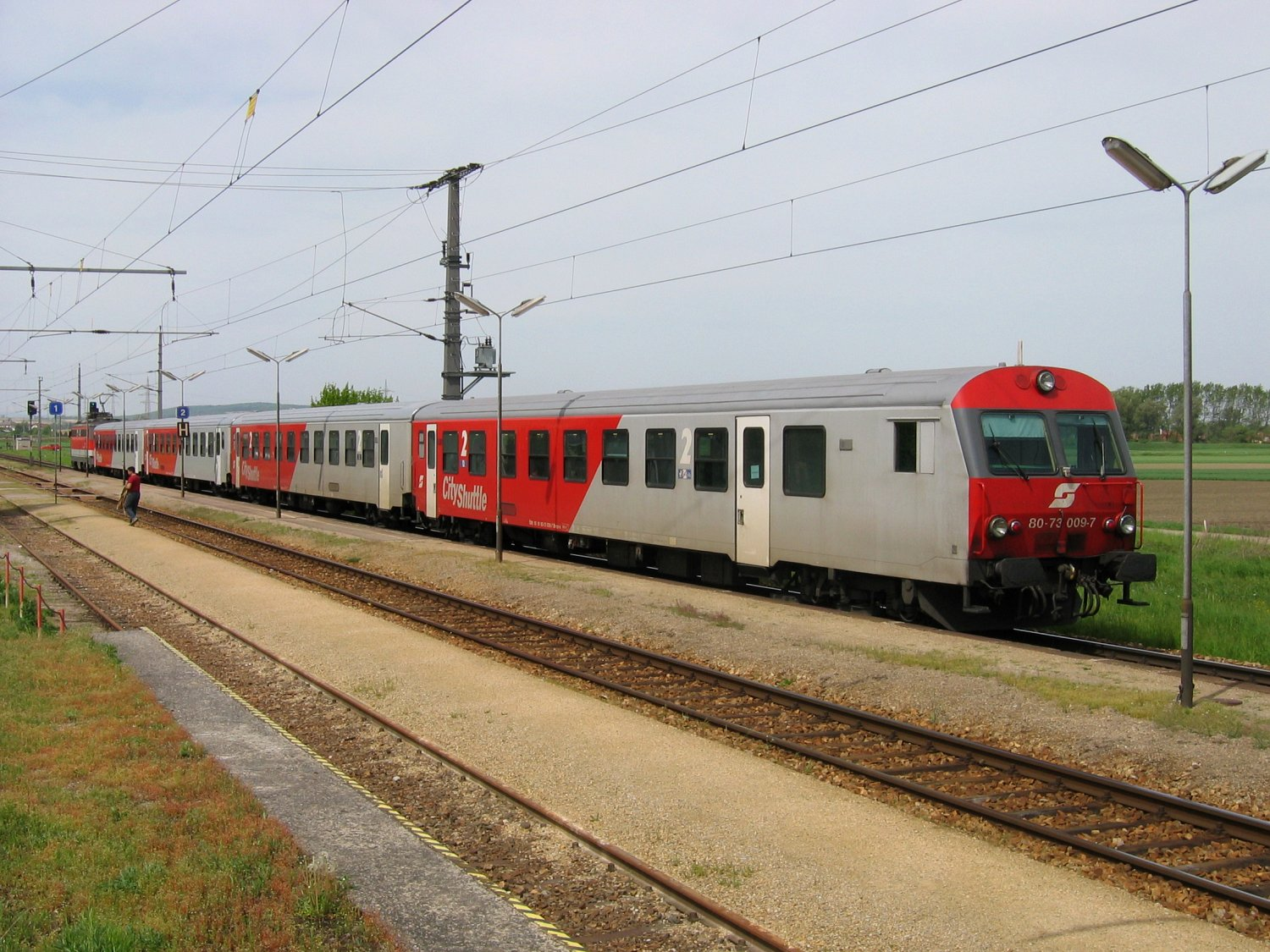
Ein Regionalzug der ÖBB

Regionalzug, abgekürzt R, ist eine Zuggattung der Österreichischen Bundesbahnen (ÖBB). Der Regionalzug ersetzte in Österreich 1982 den Personenzug, hält jedoch nicht wie dieser verpflichtend an allen Stationen und führt ausschließlich die zweite Wagenklasse.
Der Begriff wird außerhalb Österreichs als inoffizielle Bezeichnung für Züge des Regionalverkehrs verwendet.

## Einsatzgebiete
Die Züge werden immer mehr von der S-Bahn abgelöst. Regionalzüge verkehren aktuell in Osttirol, Steiermark, Oberösterreich, Niederösterreich, Vorarlberg, Burgenland, und vereinzelt auch auf der Salzburg-Tiroler-Bahn auf dem Abschnitt Schwarzach-St.Veit – Saalfelden und der Tauernbahn auf dem Teilstück Spittal-Millstättersee – Mallnitz-Obervellach. Regionalzüge übernehmen jene etwas längeren Verbindungen, die für einen S-Bahn-Betrieb zu weit vom jeweiligen Ballungszentrum entfernt liegen. In Wien sind die aus dem Umland einfahrenden Regionalzüge Teil des innerstädtischen Verkehrs, das gilt insbesondere für die Regionalzüge auf der Stammstrecke.

## Wagenmaterial
Zum Einsatz kommen vermehrt elektrische Bombardier-Talent-Garnituren der Reihe 4023/4024. Seit Dezember 2015 sind auf manchen Regionalzügen auch ÖBB 4744/4746/4748-Triebwagen im Einsatz. Lokomotivbespannte Züge mit Inlandsreisezugwagen, die noch vor ein paar Jahren im Regeldienst standen, sieht man nicht mehr so häufig im Einsatz. Anderes Wagenmaterial ist bereits ausgemustert. Auf nichtelektrifizierten Strecken kommen meist Triebwagen der Reihen 5047 und 5022 zum Einsatz. Mit der Reihe 2016 bespannte Züge sind ebenfalls oft anzutreffen.